# جبل النبي سعين
جبل النبي سعين، جبل النبي سعين، أحد جبال مدينة الناصرة، لقد كان هذا المقام خرابا في عام 1914 ولم يبق منه الا الحائط الجنوبي حيث يوجد المحراب،ولقد نسب اسم الجبل اليه بحيث يقال جبل النبي سعين او اسماعيل او اسمعين بلفظة العامة ويقول بعض .المسلمين بأنه ياسين لا يعرف بالضبط اصل هذا الاسم ولا تاريخ هذا المكان، ولكن معناه” مظلة، ولذلك دعي سعين لا الناس استظلوا به على قمة الجبل او لانه كان يرى عن بعد كالمظلة. جبل النبي سعين يطلّ على بيت لحم الجليلية، ومن الجهة الشمالية يمكن رؤية، قرية الرينة والمشهد وجبال سيخ وجبل الشيخ وطرعان وسهل البطوف والدبدبة ومغر جفات وهي يوطافاتا وجبال صفد وجبل الجرمق الذي يقع الى الشمال الغربي من صفد
هو من جبال الناصرة الارجح انه تحريف (جبال الساعير ) التي ذكرها صاحب معجم البلدان 3 : 171 : بقوله (ساعير: في التوراة اسم الجبال فلسطين ). وهو قرية من الناصرة بين طبريا وعكا، وذكره في التوراة: جاء الله من سيناء ، يريد مناجاته لموسى على طور سيناء، واشرق من ساعير: اشارة الى ظهور عيسى عليه السلام من الناصرة، واستعلن من جبال فاران: وهي جبال الحجاز، يريد النبي عليه الصلاة والسلام وقال الهروي المتوفى عام 611 ه: ( وجبل ساعير قريب من الناصرة ) وذكر جبال الساعير شيخ الربوة المتوفي سنة 727 ه بما مضمونه انها جبال مدينة ساعير التي هي الناصرة
وكتب عن هذه الجبال مؤلف نهاية الارب في فنون الادب المتوفى سنة 733 ه بما يأتي: ( ساعير جبل بالشام. منه ظهرة نبوة عيسى عليه السلام ابن مريم، وبالقرب منه قرية الناصرة)
يقع جبل النبي سعين، على علو 1600 قدم فوق سطح الارض و 600 قدم فوق عين العذراء، وفي اعلى نقطة من الجبال الغربية وعلى نحو 100 خطوة من سور ميتم الاتين آثار عقد لا تكاد تكون الآن اكثر من رجمة خراب هي مقام النبي سعين .
وقمة النبي السعينهي، من اوسع مشارف الجليل بل ومن اوسع مشارف البلاد .